# André Chandernagor
André Chandernagor (ur. 19 września 1921 w Civray) – francuski polityk Francuskiej Sekcji Międzynarodówki Robotniczej, później Partii Socjalistycznej, deputowany, minister delegowany, prezes Trybunału Obrachunkowego.

## Działalność polityczna
Ukończył École nationale d’administration. Od 1958 do 1981 był deputowanym do Zgromadzenia Narodowego V Republiki I, II, III, IV, V, VI, VII kadencji. W okresie od 21 maja 1981 do 7 grudnia 1983 był ministrem delegowanym do spraw europejskich w pierwszym, drugim i trzecim rządzie premiera Mauroya. Od 1983 do 1990 był prezesem Trybunału Obrachunkowego.